# Kontinentale kongres
Den Kontinentale Kongres var navnet på den lovgivende forsamling i den britiske koloni i Nordamerika.
- Den Første Kontinentale Kongres eksisterede fra 5. september 1774 til 26. oktober 1774.
- Den Anden Kontinentale Kongres eksisterede fra 10. maj 1775 til 1. marts 1781.